# حقل ماري بي للغاز

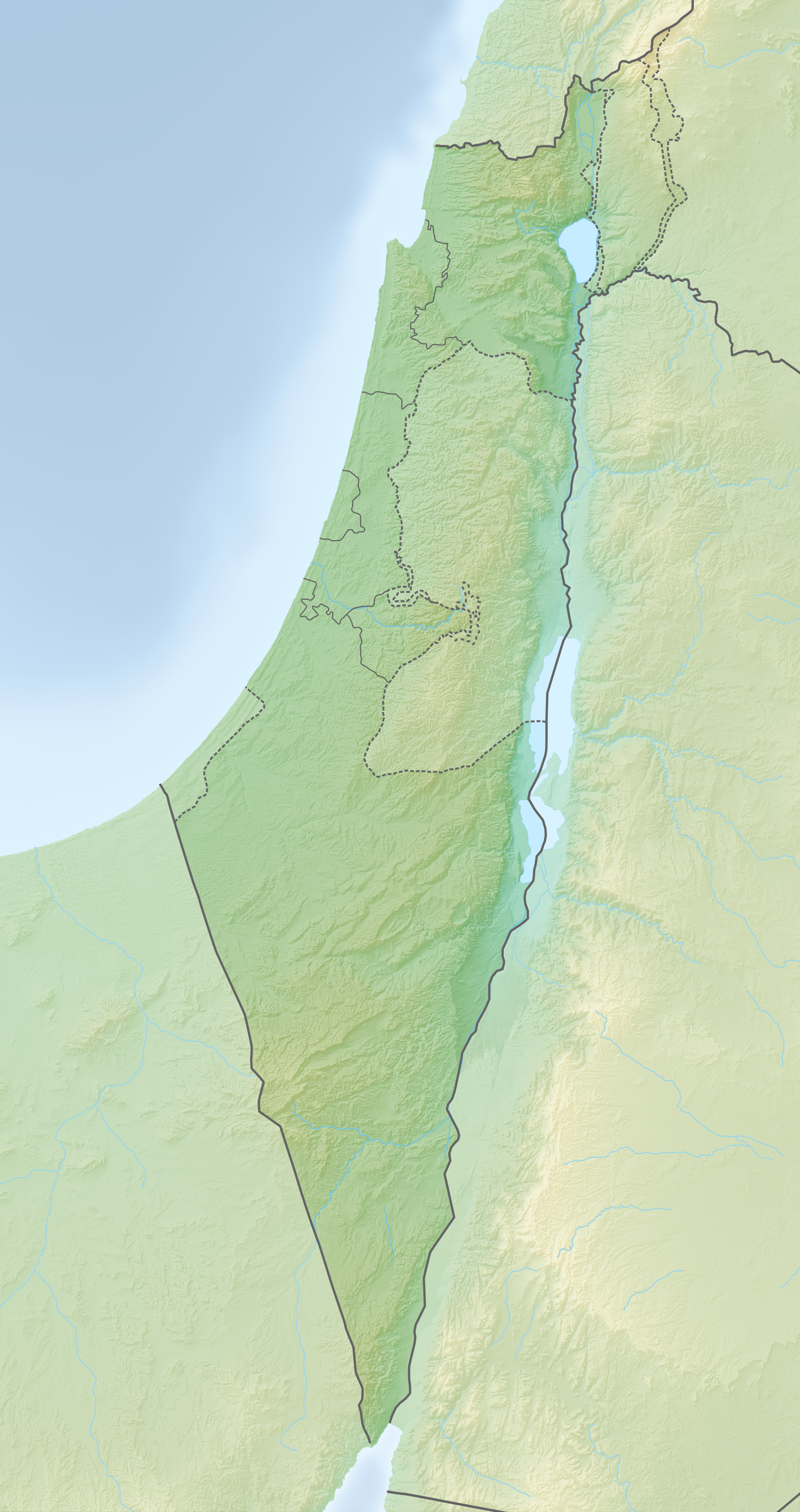

حقل ماري بي (Mari-B)، هو حقل بحري في المياه الجنوبية لإسرائيل، وفي السواحل المقابلة لقطاع غزة.

## البداية
أكتشفه نوبل كورپورشن في عام 2000 على عمق 243 متر وبإجمالي عمق 2.082 متر. ماري بي جزء من مجموعة حقول في المياه الجنوبية لإسرائيل in the Pliocene stratigraphic-structural play, part of the Pleshet Basin. تقدر كمية الغاز الطبيعي حالياً بحوالي 1.2 إلى 1.3 تريليون متر مكعب. في عام 2004 بدأ إنتاج الحقل من رصيف الإنتاج بطاقة 600 مليون متر مكعب يومياً. تم بيع الحقل لشركة كهرباء إسرائيل وباعته تل أبيب لتوليد الطاقة إلى أسدود للطاقة والتصفية. وصل متوسط إنتاج الحقل في 2010 إلى 330 مليون متر مكعب يومياً. وأعلنت نوبل أن يمكن للحقل إنتاج كميات أكبر من أقصى طاقته المقدرة بحوالي 600 مليون متر مكعب يومياً.